# Culicoides subpunctatus
Culicoides subpunctatus är en tvåvingeart som beskrevs av Liu och Yu 1996. Culicoides subpunctatus ingår i släktet Culicoides och familjen svidknott. Inga underarter finns listade i Catalogue of Life.